# Arichanna subaenescens
Arichanna subaenescens är en fjärilsart som beskrevs av W. Warren 1893. Arichanna subaenescens ingår i släktet Arichanna och familjen mätare. Inga underarter finns listade i Catalogue of Life.